# بیلارا
بیلارا (به انگلیسی: Bilara) یک منطقهٔ مسکونی در هند است که در Bilara Taluka واقع شده‌است. بیلارا ۷۱٬۳۹۶ نفر جمعیت دارد و ۲۶۹ متر بالاتر از سطح دریا واقع شده‌است.